# 会津若松市立第二中学校
会津若松市立第二中学校（あいづわかまついしりつ だいにちゅうがっこう）は、福島県会津若松市にある市立中学校。

## 沿革
- 1947年（昭和22年）4月25日 - 若松市立第二中学校開校
- 1947年（昭和22年）5月5日 - 若松女子高等学校校舎を借用
- 1948年（昭和23年）4月1日 - 鶴城小学校校舎を一部借用
- 1948年（昭和23年）10月8日 - 旧東部29聯隊兵舎二棟を改装、独立校舎とする
- 1954年（昭和29年）12月28日 - 会津若松市立第二中学校と改称
- 1957年（昭和32年）12月5日 - 校旗・校歌制定
- 1958年（昭和33年）4月1日 - 会津若松市立東山中学校を統合
- 1959年（昭和34年）4月1日 - 特殊学級を開設し元東山中学校校舎の一部使用を開始
- 1991年（平成3年） - 旧校舎の老朽化に伴う建て替えにより新校舎落成

## 周辺
- 鶴ヶ城
- 福島県立会津第二高等学校
- 福島県立会津工業高等学校
- 福島県立会津学鳳中学校・高等学校
- 福島県立若松商業高等学校
- 会津若松ザベリオ学園小学校・中学校・高等学校
- 会津若松市立鶴城小学校
- 東山温泉

## 生徒の活動
- 全国中学・高校ディベート選手権（ディベート甲子園）では過去、優勝・準優勝各1回（2007年現在）という実績を挙げている。
- 2014年度ブラスバンド部日本管合奏楽コンテスト全国大会出場。

## 制服
- 男子
  - 冬服
    - 学生服一式

  - 夏服
    - カッターシャツ、スラックス
- 女子
  - 冬服
    - ブレザー、ブラウス、リボン、スカート(令和7年5月末に行われた生徒総会をもって吊りスカートのボタン式の肩紐が廃止された模様)

  - 夏服
    - ブラウス、リボン、スカート(令和7年5月末に行われた生徒総会をもって吊りスカートのボタン式の肩紐が廃止された模様)

## 著名な出身者
- 菅家一郎（政治家・元会津若松市長）